# 密蘇里州議會大廈
密蘇里州議會大廈（Missouri State Capitol）是美國密蘇里州議會的開會地點和密蘇里州州長的辦公場所，位於密蘇里州首府傑佛遜城。密蘇里州議會大廈竣工於1917年。議會大廈的穹頂高73米。

## 外部連結
- Missouri State Capitol （页面存档备份，存于） Missouri Department of Natural Resources
- Missouri State Museum （页面存档备份，存于） Missouri Department of Natural Resources